# يارا ماريانو
يارا إيفيلين ماكالابوا ماريانو (بالإنجليزية: Jarah-Evelyn Makalapua Mariano)‏ وهي عارضة أزياء أمريكية ولدت في يوم 23 نوفمبر 1984 في مدينة كاواي في هاواي في الولايات المتحدة وقد ظهرت صور لها في مجلة سبورتس إيلوستريتد وعملت مع فيكتوريا سيكريت.

## روابط خارجية
- يارا ماريانو على موقع IMDb (الإنجليزية)
- يارا ماريانو على موقع قاعدة بيانات الفيلم (الإنجليزية)
- يارا ماريانو على موقع دليل عارضات الأزياء (الإنجليزية)